# Mouvement pour le socialisme (Suisse)
Pour les articles homonymes, voir Mouvement pour le socialisme.
Le Mouvement pour le socialisme (MPS) est un mouvement politique d'extrême-gauche fondé en mars 2002. Il regroupe des militants  dans diverses régions de la Suisse (Genève, Vaud, Fribourg, Neuchâtel, Valais, Bâle, Zurich, Tessin).

## Publications
Le Mouvement pour le socialisme met ses documents à disposition sur le site de la Revue politique virtuelle alencontre.org. Une revue trimestrielle, appelée Carré Rouge, La Brèche, est le fruit d'un travail collaboratif avec le Collectif Carré rouge français. 

## Activités
Les militants du Mouvement pour le socialisme sont engagés dans :
- les mouvements de résistance globale (dont Attac, l’Autre Davos, le Forum Social Mondial de Porto Alegre, les Forum sociaux européens, etc) ;
- les mouvements féministes qui se battent pour une émancipation des femmes;
- les mouvements de solidarité avec les luttes pour les droits démocratiques, l’autodétermination et l’émancipation (en Palestine, en Colombie, en Argentine, en Afghanistan...) ;
- le mouvement syndical où ils s'efforcent de stimuler l’action directe, les mobilisations, les grèves ;
- les mouvements de sans-papiers qui luttent pour leurs droits et leur régularisation collective.